# Polyommatus golgus
La niña de Sierra Nevada, Polyommatus (Plebicula) golgus, es una especie de lepidóptero de la familia Lycaenidae.

## Descripción
Licénido endémico de Sierra Nevada (sur de España), con dorso de color azul celeste en los machos y castaño en las hembras, con el borde marginal negro de un ancho similar a Polyommatus dorylas extendiéndose por las venas alares. Cara ventral de las alas grísaceas en el macho y pardo oscuro en las hembras.

## Distribución
Endémica de Sierra Nevada (provincias de Granada y Almería), ver  Ibáñez & Gil-T. (2009).

## Hábitat
La especie está presente en zonas de matorrales poco densos y con escasa vegetación de los pisos oromediterráneo y crioromediterráneo. Se localiza en claros del enebral piornal y a mayores altitudes en pastizales psicroxerófilos. (Hübner, 1813).
Altitud de sus biotopos: 2500-3200 m.
La planta nutricia de las larvas es Anthyllis vulneraria pseudoarundana, un endemismo (Sierra Nevada) subespecífico perenne, de gruesas raíces y porte achaparrado. Las larvas en los estadios finales son atendidas por la hormiga Tapinoma nigerrimun, localizándose los hormigueros en los alrededores de la planta nutricia, la pupación se realiza en junio y se produce en el suelo, los adultos vuelan en julio en una sola generación. Las fuentes de néctar de los adultos son Arenaria tetraquetra, Silene rupestris, Thymus serpylloides, Jasione amethystina, Hieracium pilosella y otras.